# جان نيكولا كورفيسارت
جان نيكولا كورفيسارت ديسماريتس (15 فبراير 1755 - 18 سبتمبر 1821) هو طبيب فرنسي ولد في قرية فرنسية ودرس منذ عام 1777 في كلية الطب بباريس وأصبح لاحقًا مدرسًا في كلية فرنسا الطبية في عام 1797 إذ اكتسب شهرة واسعة في علاج أمراض القلب، وتتلمذ على يديه العديد من الأطباء المشهوين مثل رينيه لينيك وغيوم دوبويترين وكزافييه بيشات وبيير بريتونو.
وكان من أوائل مستخدمي طريقة القرع خلال الثورة الفرنسية بعد أن توقف الأطباء عن استخدامه، واهتم كورفيسارت بدراسة الأعراض والعامات المرضية وضرورة إيجاد التشخيص الصحيح حتى بعد وفاة الشخص. 
أصبح كورفيسارت عام 1804 الطبيب الأساسي لنابليون بونابرت واستمر بعنايته حتى نفي بونابرت إلى جزيرة سانت هيلينا في أكتوبر 1815. في عام 1820 أصبح عضوًا في الأكاديمية الوطنية للطب، وتوفي في العام التالي في كوربيفوا.

## النشأة وتعليمه
ولد جان نيكولا كورفيسارت في 15 فبراير 1755 في قرية دريكورت الفرنسية بآردن لوالده بيير كورفيسارت المحامي في برلمان باريس. انتقل إلى دريكورت عند حل البرلمان، لكنه عاد إلى باريس بعد ولادة طفله الذي قدر له أن يكون محاميًا زميلًا له.
التحق جان نيكولا كورفيسارت بكلية سانت باربي المرموقة حسب رغبة والده في سن الثانية عشرة وكان في تلك الفترة طالبًا متوسط المستوى يقضي أغلب وقته في ممارسة الرياضة في الهواء الطلق دون أن يعطي أي مؤشر عن المستقبل المشرق الذي يحلم به والده.
إلا أنه فتن في الطب بعد الاستماع إلى أستاذ التشريح أنطوان بيتي وزيارة العيادات الطبية في باريس وبدأ بإقناع والده بترك دراسة القانون والالتحاق بدراسة الطب، وبدأ مسيرته كممرض ثم التحق بكلية الطب وكان طالبًا متميزًا ومعروفًا بأخلاقيات العمل ومهارات الملاحظة والروح المستقلة.
كان كورفيسارت معروفًا بأنه ممتلئ الجسم وقوي الأسلوب وصريح وصادق وكريم مع الفقراء ولا يخشى تحدي التقاليد.

## المهنة والتدريس
أدى تحدي كورفيسارت للتقاليد في النهاية إلى فشله في العثور على عمل بعد تخرجه من كلية الطب إذ كان يتقدم بطلب للعمل في المستشفيات لكنه كان يرفض بعض التقاليد المفروضة عليه، وبالتالي بدأ بعمله كطبيب في الأحياء الفقيرة في سان سولبيس في باريس وسرعان ما أصبح كورفيسارت متميزًا ليس فقط لمهاراته الطبية ولكن أيضًا لرقي شخصيته وبدأت شهرته تزداد شيئًا فشيئًا إلى أن تعين لتدريس علم وظائف الأعضاء والجراحة والتوليد في كلية الطب في عام 1783.

## وفاته
قدم كورفيسارت على التقاعد عندما بلغ الـ 60 من عمره وأصبح عضوًا في الأكاديمية الوطنية للطب في عام 1820 وتوفي في 15 سبتمبر 1821 بعد تكرار السكتة الدماغية لثلاث مرات والتي سببت له شللًا نصفيًا بعد 4 أشهر من وفاة نابليون.